# جوبسون سوزا سانتوس
جوبسون سوزا سانتوس هو لاعب كرة قدم برازيلي في مركز الوسط، ولد في 13 سبتمبر 1995 في ساو باولو في البرازيل يلعب في نادي الجبلين. احترف في السعودية في نادي الخلود والنادي العربي ونادي الجبلين.

## وصلات خارجية
- جوبسون سوزا سانتوس على موقع قاعدة بيانات كرة القدم.إي يو (الإنجليزية)
- جوبسون سوزا سانتوس على موقع Soccerway.com (الإنجليزية)
- جوبسون سوزا سانتوس على موقع AS.com (الإسبانية)